# Jørgen Bo Petersen
Jørgen Bo Petersen (* 11. April 1970 in Hørsholm) ist ein ehemaliger dänischer Radrennfahrer und nationaler Meister im Radsport.

## Sportliche Laufbahn
Petersen war Straßenradsportler. 2001 war seine erfolgreichste Saison. Er gewann die Etappenrennen Sachsen-Tour (ein Etappensieg) und Luxemburg-Rundfahrt sowie den nationalen Titel im Mannschaftszeitfahren (mit Jimmy Hansen und Michael Skelde). 2002 siegte er im Grand-Prix  Triberg-Schwarzwald und holte einen Etappensieg im Circuit des Mines.
Im Einzelzeitfahren wurde er 2001 und 2003 Vize-Meister in Dänemark hinter Michael Blaudzun. Zweite Plätze holte er in der Tour de Normandie 2002 und in der Sachsen-Tour 2002 hinter Oscar Camenzind. Im Giro d’Italia 1973 schied er aus.